# Saurodactylus
Saurodactylus es un género de geckos de la familia Sphaerodactylidae. Son geckos que se encuentran en el norte de África.

## Especies
Se reconocen las siguientes dos especies:
- Saurodactylus fasciatus Werner, 1929
- Saurodactylus mauritanicus (Duméril & Bibron, 1836)